# Хуарт фон Елтер-Аспремонт
Хуарт фон Елтер-Аспремонт (на немски: Huart von Elter, Seigneur d'Aspremont & Roussy; † между 1 януари и 5 декември 1479 в Трир) е благородник от род Елтер (част от Емерих на Рейн), господар на Аспремонт и Руси.
Той е син на Йохан фон Елтер, господар на Отел, Лароше, Щерпених и д'Аспремонт (1383 – 1432) и съпругата му Жана д' Аспремонт (1383 – 1454), дъщеря на Годфрай V д'Аспремонт, господар на Бузанци († 1390/1391) и Жанета де Саулкс († 1398). Внук е на Хуарт фон Елтер, сенешал на Люксембург († 1416/1417) и на Ермезинда фон Холенфелс († 1426).
Брат е на Гобел фон Елтер, господар на Елтер и Щерпених († 1473/1475) и на Ермезинда д' Отел, омъжена за Жан III д' Хаусонвил, маршал, сенешал и регент на Лотарингия († 1445).

## Фамилия
Хуарт фон Елтер-Аспремонт се жени за Анна фон Даун († сл. 1449), дъщеря на Филип II фон Даун-Оберщайн († 1432) и Имагина фон Нойенбаумберг († сл. 1449). Те има децата:
- Anna фон Елтер († сл. 1500), наследничка на Аспремонт, омъжена пр. 25 януари 1466 г. за граф Емих VIII фон Лайнинген-Дагсбург, господар на Аспремонт († 1495)[3]
- Елизабет фон Елтер († 1475), омъжена за Албрехт фон Рехберг-Рамсберг († 1 май 1502), императорски съветник[4]
- Итанне д' Отел († пр. 1469), омъжена на 23 януари 1449 г. за Пиер I де Шастелет († декември 1482)